# Língua anuki
A língua Anuki é uma língua Austronésia falada pelo povo Gabobora ao longo do Cabo Vogel (litoral norte de Papua-Nova Guiné), província Milne Bay. A língua foi denominada a partir da homônima divindade muito respeitada, cujos sacros restos estão hoje na Austrália.

## Escrita
A escrita, ensinada por missionários é o alfabeto latino completo e tradicional.